# Lidl-Trek
Lidl-Trek (Kod UCI: LTK) – zawodowa amerykańska grupa kolarska należąca do UCI WorldTeams.

## Historia
Grupa powstała w 2011 z inicjatywy braci Andy'ego i Fränka Schlecków jako luksemburska Leopard-Trek. Bracia Schleck przekonali do zasilenia swojej nowej drużyny kilku zawodników z byłej ekipy Team Saxo Bank, takich jak doświadczony Niemiec Jens Voigt, Szwajcar Fabian Cancellara oraz Duńczyk Jakob Fuglsang.
W 2012 zespół połączył się z Radioshack. Nowa drużyna została zaprezentowana jako RadioShack-Nissan-Trek, jednak zgodnie z zasadami UCI nazwa drużyny może być najwyżej dwuczłonowa, dlatego została oficjalnie zarejestrowana jako RadioShack-Nissan. 21 grudnia 2012 firma Nissan poinformowała o wycofaniu się ze sponsorowania drużyny, a sponsorem tytularnym ponownie został Leopard.
W marcu 2013 firma RadioShack zdecydowała, że w kolejnym sezonie nie będzie już sponsorować drużyny, a 26 czerwca firma Trek poinformowała, że odkupiła od dotychczasowego właściciela drużynę i jej licencję na starty w wyścigach World Tour od początku sezonu 2014. Zmianie uległa nazwa drużyny i częściowo skład.

### Nazwa grupy w poszczególnych latach
| lata      | nazwa               |
| --------- | ------------------- |
| 2011      | Leopard-Trek        |
| 2012      | RadioShack-Nissan   |
| 2013      | RadioShack-Leopard  |
| 2014–2015 | Trek Factory Racing |
| 2016–2023 | Trek-Segafredo      |
| od 2023   | Lidl-Trek           |

## Obecny skład (2024)
| Skład drużyny 2024                   | Skład drużyny 2024   | Skład drużyny 2024 | Skład drużyny 2024                     |
| Imię i nazwisko                      | Data urodzenia       | Państwo            | Poprzednia grupa                       |
| ------------------------------------ | -------------------- | ------------------ | -------------------------------------- |
| Andrea Bagioli                       | 23 marca 1999        | Włochy             | Soudal Quick-Step (2023)               |
| Julien Bernard                       | 17 marca 1992        | Francja            | SCO Dijon (2015)                       |
| Dario Cataldo                        | 17 marca 1985        | Włochy             | Movistar Team (2021)                   |
| Giulio Ciccone                       | 20 grudnia 1994      | Włochy             | Bardiani CSF (2018)                    |
| Simone Consonni                      | 12 września 1994     | Włochy             | Cofidis (2023)                         |
| Tim Declercq                         | 21 marca 1989        | Belgia             | Soudal Quick-Step (2023)               |
| Fabio Felline                        | 29 marca 1990        | Włochy             | Astana Qazaqstan Team (2023)           |
| Tao Geoghegan Hart                   | 30 marca 1995        | Wielka Brytania    | Ineos Grenadiers (2023)                |
| Ryan Gibbons                         | 13 sierpnia 1994     | Południowa Afryka  | UAE Team Emirates (2023)               |
| Daan Hoole                           | 22 lutego 1999       | Holandia           | SEG Racing Academy (2021)              |
| Alex Kirsch                          | 12 czerwca 1992      | Luksemburg         | WB-Aqua Protect-Veranclassic (2018)    |
| Patrick Konrad                       | 13 października 1991 | Austria            | Bora-Hansgrohe (2023)                  |
| Juan Pedro López                     | 31 lipca 1997        | Hiszpania          | Kometa (2019)                          |
| Jonathan Milan                       | 1 października 2000  | Włochy             | Bahrain Victorious (2023)              |
| Bauke Mollema                        | 26 listopada 1986    | Holandia           | Belkin (2014)                          |
| Jacopo Mosca                         | 29 sierpnia 1993     | Włochy             | D'Amico UM Tools (2019)                |
| Thibau Nys                           | 12 listopada 2002    | Belgia             | AA Drink Young Lions (2020)            |
| Sam Oomen                            | 15 sierpnia 1995     | Holandia           | Jumbo-Visma (2023)                     |
| Mads Pedersen                        | 18 grudnia 1995      | Dania              | Stölting Service Group (2016)          |
| Quinn Simmons                        | 8 maja 2001          | Stany Zjednoczone  | Lux-Strading p/b Specialized (2019)    |
| Mattias Skjelmose                    | 26 września 2000     | Dania              | Leopard Pro Cycling (2020)             |
| Toms Skujiņš                         | 15 czerwca 1991      | Łotwa              | Cannondale-Drapac (2017)               |
| Jasper Stuyven                       | 17 kwietnia 1992     | Belgia             | Bontrager (2013)                       |
| Natnael Tesfatsion                   | 23 maja 1999         | Erytrea            | Drone Hopper-Androni Giocattoli (2022) |
| Edward Theuns                        | 30 kwietnia 1991     | Belgia             | Team Sunweb (2018)                     |
| Mathias Vacek                        | 12 czerwca 2002      | Czechy             | Gazprom-RusVelo (2022)                 |
| Otto Vergaerde                       | 15 lipca 1994        | Belgia             | Alpecin-Fenix (2021)                   |
| Carlos Verona                        | 4 listopada 1992     | Hiszpania          | Movistar Team (2023)                   |
| Amanuel Ghebreigzabhier              | 17 sierpnia 1994     | Erytrea            | NTT Pro Cycling (2020)                 |
| Pim Ronhaar (1 sie–31 gru, stażysta) | 20 lipca 2001        | Holandia           | Pauwels Sauzen-Bingoal (2021)          |
|                                      |                      |                    |                                        |
| Źródło: ProCyclingStats              |                      |                    |                                        |

## Sezony

### 2023

#### Skład
| Skład drużyny 2023                           | Skład drużyny 2023   | Skład drużyny 2023 | Skład drużyny 2023                     |
| Imię i nazwisko                              | Data urodzenia       | Państwo            | Poprzednia grupa                       |
| -------------------------------------------- | -------------------- | ------------------ | -------------------------------------- |
| Jon Aberasturi                               | 28 marca 1989        | Hiszpania          | Caja Rural-Seguros RGA (2021)          |
| Filippo Baroncini                            | 26 sierpnia 2000     | Włochy             | Colpack-Ballan (2021)                  |
| Julien Bernard                               | 17 marca 1992        | Francja            | SCO Dijon (2015)                       |
| Marc Brustenga                               | 4 września 1999      | Hiszpania          | Caja Rural-Seguros RGA amateur (2021)  |
| Dario Cataldo                                | 17 marca 1985        | Włochy             | Movistar Team (2021)                   |
| Giulio Ciccone                               | 20 grudnia 1994      | Włochy             | Bardiani CSF (2018)                    |
| Kenny Elissonde                              | 22 lipca 1991        | Francja            | Team Ineos (2019)                      |
| Tony Gallopin                                | 24 maja 1988         | Francja            | AG2R Citroën Team (2021)               |
| Amanuel Ghebreigzabhier                      | 17 sierpnia 1994     | Erytrea            | NTT Pro Cycling (2020)                 |
| Asbjørn Hellemose                            | 15 stycznia 1999     | Dania              | Velo Club Mendrisio (2021)             |
| Markus Hoelgaard                             | 4 października 1994  | Norwegia           | Uno-X Pro Cycling Team (2021)          |
| Daan Hoole                                   | 22 lutego 1999       | Holandia           | SEG Racing Academy (2021)              |
| Alex Kirsch                                  | 12 czerwca 1992      | Luksemburg         | WB-Aqua Protect-Veranclassic (2018)    |
| Emīls Liepiņš                                | 29 października 1992 | Łotwa              | Wallonie Bruxelles (2019)              |
| Juan Pedro López                             | 31 lipca 1997        | Hiszpania          | Kometa (2019)                          |
| Bauke Mollema                                | 26 listopada 1986    | Holandia           | Belkin (2014)                          |
| Jacopo Mosca                                 | 29 sierpnia 1993     | Włochy             | D'Amico UM Tools (2019)                |
| Thibau Nys                                   | 12 listopada 2002    | Belgia             | AA Drink Young Lions (2020)            |
| Mads Pedersen                                | 18 grudnia 1995      | Dania              | Stölting Service Group (2016)          |
| Quinn Simmons                                | 8 maja 2001          | Stany Zjednoczone  | Lux-Strading p/b Specialized (2019)    |
| Mattias Skjelmose                            | 26 września 2000     | Dania              | Leopard Pro Cycling (2020)             |
| Toms Skujiņš                                 | 15 czerwca 1991      | Łotwa              | Cannondale-Drapac (2017)               |
| Jasper Stuyven                               | 17 kwietnia 1992     | Belgia             | Bontrager (2013)                       |
| Natnael Tesfatsion                           | 23 maja 1999         | Erytrea            | Drone Hopper-Androni Giocattoli (2022) |
| Edward Theuns                                | 30 kwietnia 1991     | Belgia             | Team Sunweb (2018)                     |
| Antonio Tiberi (1 sty–28 kwi, Przypis)       | 24 czerwca 2001      | Włochy             | Colpack-Ballan (2020)                  |
| Antwan Tolhoek                               | 29 kwietnia 1994     | Holandia           | Jumbo-Visma (2021)                     |
| Mathias Vacek                                | 12 czerwca 2002      | Czechy             | Gazprom-RusVelo (2022)                 |
| Otto Vergaerde                               | 15 lipca 1994        | Belgia             | Alpecin-Fenix (2021)                   |
| Martin Pedersen (1 sie–31 gru, stażysta)     | 28 stycznia 1998     | Dania              | Restaurant Suri-Carl Ras (2023)        |
| Tim Torn Teutenberg (1 sie–31 gru, stażysta) | 19 czerwca 2002      | Niemcy             | Leopard Pro Cycling (2022)             |
| Nils Aebersold (1 sie–31 gru, stażysta)      | 15 lutego 2003       | Szwajcaria         | Trek Future Racing (2023)              |
|                                              |                      |                    |                                        |
| Źródło: ProCyclingStats                      |                      |                    |                                        |

Przypis: Antonio Tiberi, wypowiedzenie umowy o pracę

#### Zwycięstwa
| Zwycięstwa       | Zwycięstwa                                           | Zwycięstwa        | Zwycięstwa | Zwycięstwa              | Zwycięstwa |
| Data             | Wyścig                                               | Państwo           | Kategoria  | Zwycięzca               |            |
| ---------------- | ---------------------------------------------------- | ----------------- | ---------- | ----------------------- | ---------- |
| 24 sty           | Vuelta a San Juan, 3. etap                           | Argentyna         | 2.Pro      | Quinn Simmons           |            |
| 2 lut            | Volta a la Comunitat Valenciana, 2. etap             | Hiszpania         | 2.Pro      | Giulio Ciccone          |            |
| 4 lut            | Étoile de Bessèges, 4. etap                          | Francja           | 2.1        | Mattias Skjelmose       |            |
| 5 lut            | Étoile de Bessèges, 5. etap                          | Francja           | 2.1        | Mads Pedersen           |            |
| 18 lut           | Tour des Alpes-Maritimes et du Var, 2. etap          | Francja           | 2.1        | Mattias Skjelmose       |            |
| 6 mar            | Paryż-Nicea, 2. etap                                 | Francja           | 2.UWT      | Mads Pedersen           |            |
| 21 mar           | Volta Ciclista a Catalunya, 2. etap                  | Hiszpania         | 2.UWT      | Giulio Ciccone          |            |
| 11 maj           | Giro d'Italia, 6. etap                               | Włochy            | 2.UWT      | Mads Pedersen           |            |
| 28 maj           | Tour of Norway, 2. etap                              | Norwegia          | 2.Pro      | Thibau Nys              |            |
| 9 cze            | Grosser Preis des Kantons Aargau                     | Szwajcaria        | 1.1        | Thibau Nys              |            |
| 11 cze           | Critérium du Dauphiné, 8. etap                       | Francja           | 2.UWT      | Giulio Ciccone          |            |
| 13 cze           | Tour de Suisse, 3. etap                              | Szwajcaria        | 2.UWT      | Mattias Skjelmose       |            |
| 18 czerwca 2023  | Tour de Suisse, klasyfikacja generalna               | Szwajcaria        | 2.UWT      | Mattias Skjelmose       |            |
| 21 cze           | Mistrzostwa Luksemburga – jazda indywidualna na czas | Luksemburg        | CN         | Alex Kirsch             |            |
| 21 cze           | Mistrzostwa Łotwy – jazda indywidualna na czas       | Łotwa             | CN         | Toms Skujiņš            |            |
| 23 cze           | Mistrzostwa Erytrei – jazda indywidualna na czas     | Erytrea           | CN         | Amanuel Ghebreigzabhier |            |
| 25 cze           | Mistrzostwa Luksemburga – start wspólny              | Luksemburg        | CN         | Alex Kirsch             |            |
| 25 cze           | Mistrzostwa Stanów Zjednoczonych – start wspólny     | Stany Zjednoczone | CN         | Quinn Simmons           |            |
| 25 cze           | Mistrzostwa Danii – start wspólny                    | Dania             | CN         | Mattias Skjelmose       |            |
| 25 cze           | Mistrzostwa Łotwy – start wspólny                    | Łotwa             | CN         | Emīls Liepiņš           |            |
| 25 cze           | Mistrzostwa Czech – start wspólny                    | Czechy            | CN         | Mathias Vacek           |            |
| 8 lip            | Tour de France, 8. etap                              | Francja           | 2.UWT      | Mads Pedersen           |            |
| 17 sie           | Danmark Rundt, 3. etap                               | Dania             | 2.Pro      | Mattias Skjelmose       |            |
| 19 sie           | Danmark Rundt, 5. etap                               | Dania             | 2.Pro      | Mads Pedersen           |            |
| 19 sierpnia 2023 | Danmark Rundt, klasyfikacja generalna                | Dania             | 2.Pro      | Mads Pedersen           |            |
| 20 sie           | Cyclassics Hamburg                                   | Niemcy            | 1.UWT      | Mads Pedersen           |            |
| 3 wrz            | Maryland Cycling Classic                             | Stany Zjednoczone | 1.Pro      | Mattias Skjelmose       |            |

### 2022

#### Skład
| Skład drużyny 2022                  | Skład drużyny 2022   | Skład drużyny 2022 | Skład drużyny 2022                    |
| Imię i nazwisko                     | Data urodzenia       | Państwo            | Poprzednia grupa                      |
| ----------------------------------- | -------------------- | ------------------ | ------------------------------------- |
| Jon Aberasturi                      | 28 marca 1989        | Hiszpania          | Caja Rural-Seguros RGA (2021)         |
| Filippo Baroncini                   | 26 sierpnia 2000     | Włochy             | Colpack-Ballan (2021)                 |
| Julien Bernard                      | 17 marca 1992        | Francja            | SCO Dijon (2015)                      |
| Gianluca Brambilla                  | 22 sierpnia 1987     | Włochy             | Quick-Step Floors (2017)              |
| Marc Brustenga                      | 4 września 1999      | Hiszpania          | Caja Rural-Seguros RGA amateur (2021) |
| Dario Cataldo                       | 17 marca 1985        | Włochy             | Movistar Team (2021)                  |
| Giulio Ciccone                      | 20 grudnia 1994      | Włochy             | Bardiani CSF (2018)                   |
| Jakob Egholm                        | 27 kwietnia 1998     | Dania              | Hagens Berman Axeon (2020)            |
| Kenny Elissonde                     | 22 lipca 1991        | Francja            | Team Ineos (2019)                     |
| Tony Gallopin                       | 24 maja 1988         | Francja            | AG2R Citroën Team (2021)              |
| Amanuel Ghebreigzabhier             | 17 sierpnia 1994     | Erytrea            | NTT Pro Cycling (2020)                |
| Asbjørn Hellemose                   | 15 stycznia 1999     | Dania              | Velo Club Mendrisio (2021)            |
| Markus Hoelgaard                    | 4 października 1994  | Norwegia           | Uno-X Pro Cycling Team (2021)         |
| Daan Hoole                          | 22 lutego 1999       | Holandia           | SEG Racing Academy (2021)             |
| Alexander Kamp                      | 14 grudnia 1993      | Dania              | Riwal Readynez (2019)                 |
| Alex Kirsch                         | 12 czerwca 1992      | Luksemburg         | WB-Aqua Protect-Veranclassic (2018)   |
| Emīls Liepiņš                       | 29 października 1992 | Łotwa              | Wallonie Bruxelles (2019)             |
| Juan Pedro López                    | 31 lipca 1997        | Hiszpania          | Kometa (2019)                         |
| Bauke Mollema                       | 26 listopada 1986    | Holandia           | Belkin (2014)                         |
| Jacopo Mosca                        | 29 sierpnia 1993     | Włochy             | D'Amico UM Tools (2019)               |
| Matteo Moschetti                    | 14 sierpnia 1996     | Włochy             | Polartec-Kometa (2018)                |
| Mads Pedersen                       | 18 grudnia 1995      | Dania              | Stölting Service Group (2016)         |
| Simon Pellaud                       | 6 listopada 1992     | Szwajcaria         | Androni Giocattoli-Sidermec (2021)    |
| Quinn Simmons                       | 8 maja 2001          | Stany Zjednoczone  | Lux-Strading p/b Specialized (2019)   |
| Mattias Skjelmose                   | 26 września 2000     | Dania              | Leopard Pro Cycling (2020)            |
| Toms Skujiņš                        | 15 czerwca 1991      | Łotwa              | Cannondale-Drapac (2017)              |
| Jasper Stuyven                      | 17 kwietnia 1992     | Belgia             | Bontrager (2013)                      |
| Edward Theuns                       | 30 kwietnia 1991     | Belgia             | Team Sunweb (2018)                    |
| Antonio Tiberi                      | 24 czerwca 2001      | Włochy             | Colpack-Ballan (2020)                 |
| Antwan Tolhoek                      | 29 kwietnia 1994     | Holandia           | Jumbo-Visma (2021)                    |
| Otto Vergaerde                      | 15 lipca 1994        | Belgia             | Alpecin-Fenix (2021)                  |
| Thibau Nys (1 sie–31 gru, stażysta) | 12 listopada 2002    | Belgia             | AA Drink Young Lions (2020)           |
|                                     |                      |                    |                                       |
| Źródło: ProCyclingStats             |                      |                    |                                       |

#### Zwycięstwa
| Zwycięstwa       | Zwycięstwa                                 | Zwycięstwa | Zwycięstwa | Zwycięstwa        | Zwycięstwa |
| Data             | Wyścig                                     | Państwo    | Kategoria  | Zwycięzca         |            |
| ---------------- | ------------------------------------------ | ---------- | ---------- | ----------------- | ---------- |
| 2 lut            | Étoile de Bessèges, 1. etap                | Francja    | 2.1        | Mads Pedersen     |            |
| 5 lut            | Volta a la Comunitat Valenciana, 4. etap   | Hiszpania  | 2.Pro      | Matteo Moschetti  |            |
| 8 mar            | Paryż-Nicea, 3. etap                       | Francja    | 2.UWT      | Mads Pedersen     |            |
| 5 kwi            | Circuit de la Sarthe, 1. etap              | Francja    | 2.1        | Mads Pedersen     |            |
| 7 kwi            | Circuit de la Sarthe, 3. etap              | Francja    | 2.1        | Mads Pedersen     |            |
| 15 maj           | Tour de Hongrie, 5. etap                   | Węgry      | 2.1        | Antonio Tiberi    |            |
| 22 maj           | Giro d'Italia, 15. etap                    | Włochy     | 2.UWT      | Giulio Ciccone    |            |
| 15 cze           | Baloise Belgium Tour, 1. etap              | Belgia     | 2.Pro      | Mads Pedersen     |            |
| 26 cze           | Mistrzostwa Danii – start wspólny          | Dania      | CN         | Alexander Kamp    |            |
| 15 lip           | Tour de France, 13. etap                   | Francja    | 2.UWT      | Mads Pedersen     |            |
| 2 wrz            | Vuelta a España, 13. etap                  | Hiszpania  | 2.UWT      | Mads Pedersen     |            |
| 6 wrz            | Vuelta a España, 16. etap                  | Hiszpania  | 2.UWT      | Mads Pedersen     |            |
| 9 wrz            | Vuelta a España, 19. etap                  | Hiszpania  | 2.UWT      | Mads Pedersen     |            |
| 16 wrz           | Tour de Luxembourg, 4. etap                | Luksemburg | 2.Pro      | Mattias Skjelmose |            |
| 17 września 2022 | Tour de Luxembourg, klasyfikacja generalna | Luksemburg | 2.Pro      | Mattias Skjelmose |            |

### 2021

#### Skład
| Skład drużyny 2021                         | Skład drużyny 2021   | Skład drużyny 2021 | Skład drużyny 2021                  |
| Imię i nazwisko                            | Data urodzenia       | Państwo            | Poprzednia grupa                    |
| ------------------------------------------ | -------------------- | ------------------ | ----------------------------------- |
| Julien Bernard                             | 17 marca 1992        | Francja            | SCO Dijon (2015)                    |
| Gianluca Brambilla                         | 22 sierpnia 1987     | Włochy             | Quick-Step Floors (2017)            |
| Giulio Ciccone                             | 20 grudnia 1994      | Włochy             | Bardiani CSF (2018)                 |
| Nicola Conci                               | 5 stycznia 1997      | Włochy             | Zalf Euromobil Désirée Fior (2017)  |
| Koen de Kort                               | 8 września 1982      | Holandia           | Giant-Alpecin (2016)                |
| Niklas Eg                                  | 6 stycznia 1995      | Dania              | Virtu Cycling (2017)                |
| Jakob Egholm                               | 27 kwietnia 1998     | Dania              | Hagens Berman Axeon (2020)          |
| Kenny Elissonde                            | 22 lipca 1991        | Francja            | Team Ineos (2019)                   |
| Amanuel Ghebreigzabhier                    | 17 sierpnia 1994     | Erytrea            | NTT Pro Cycling (2020)              |
| Alexander Kamp                             | 14 grudnia 1993      | Dania              | Riwal Readynez (2019)               |
| Alex Kirsch                                | 12 czerwca 1992      | Luksemburg         | WB-Aqua Protect-Veranclassic (2018) |
| Emīls Liepiņš                              | 29 października 1992 | Łotwa              | Wallonie Bruxelles (2019)           |
| Juan Pedro López                           | 31 lipca 1997        | Hiszpania          | Kometa (2019)                       |
| Bauke Mollema                              | 26 listopada 1986    | Holandia           | Belkin (2014)                       |
| Jacopo Mosca                               | 29 sierpnia 1993     | Włochy             | D'Amico UM Tools (2019)             |
| Matteo Moschetti                           | 14 sierpnia 1996     | Włochy             | Polartec-Kometa (2018)              |
| Ryan Mullen                                | 7 sierpnia 1994      | Irlandia           | Cannondale-Drapac (2017)            |
| Antonio Nibali                             | 23 września 1992     | Włochy             | Bahrain-Merida (2019)               |
| Vincenzo Nibali                            | 14 listopada 1984    | Włochy             | Bahrain-Merida (2019)               |
| Mads Pedersen                              | 18 grudnia 1995      | Dania              | Stölting Service Group (2016)       |
| Charlie Quaterman                          | 6 września 1998      | Wielka Brytania    | Holdsworth Zappi RT (2019)          |
| Kiel Reijnen                               | 1 czerwca 1986       | Stany Zjednoczone  | UnitedHealthcare (2015)             |
| Michel Ries                                | 11 marca 1998        | Luksemburg         | Kometa (2019)                       |
| Quinn Simmons                              | 8 maja 2001          | Stany Zjednoczone  | Lux-Strading p/b Specialized (2019) |
| Mattias Skjelmose                          | 26 września 2000     | Dania              | Leopard Pro Cycling (2020)          |
| Toms Skujiņš                               | 15 czerwca 1991      | Łotwa              | Cannondale-Drapac (2017)            |
| Jasper Stuyven                             | 17 kwietnia 1992     | Belgia             | Bontrager (2013)                    |
| Edward Theuns                              | 30 kwietnia 1991     | Belgia             | Team Sunweb (2018)                  |
| Antonio Tiberi                             | 24 czerwca 2001      | Włochy             | Colpack-Ballan (2020)               |
| Filippo Baroncini (1 sie–31 gru, stażysta) | 26 sierpnia 2000     | Włochy             | Beltrami TSA-Marchiol (2020)        |
| Asbjørn Hellemose (1 sie–31 gru, stażysta) | 15 stycznia 1999     | Dania              | Velo Club Mendrisio (2021)          |
| Daan Hoole (1 sie–31 gru, stażysta)        | 22 lutego 1999       | Holandia           | SEG Racing Academy (2021)           |
|                                            |                      |                    |                                     |
| Źródło: ProCyclingStats                    |                      |                    |                                     |

#### Zwycięstwa
| Zwycięstwa          | Zwycięstwa                                                 | Zwycięstwa | Zwycięstwa | Zwycięstwa         | Zwycięstwa |
| Data                | Wyścig                                                     | Państwo    | Kategoria  | Zwycięzca          |            |
| ------------------- | ---------------------------------------------------------- | ---------- | ---------- | ------------------ | ---------- |
| 19 lut              | Tour des Alpes-Maritimes et du Var, 1. etap                | Francja    | 2.1        | Bauke Mollema      |            |
| 21 lutego 2021      | Tour des Alpes-Maritimes et du Var, klasyfikacja generalna | Francja    | 2.1        | Gianluca Brambilla |            |
| 21 lut              | Tour des Alpes-Maritimes et du Var, 3. etap                | Francja    | 2.1        | Gianluca Brambilla |            |
| 28 lut              | Kuurne-Bruksela-Kuurne                                     | Belgia     | 1.Pro      | Mads Pedersen      |            |
| 3 mar               | Trofeo Laigueglia                                          | Włochy     | 1.Pro      | Bauke Mollema      |            |
| 20 mar              | Mediolan-San Remo                                          | Włochy     | 1.UWT      | Jasper Stuyven     |            |
| 21 mar              | Per sempre Alfredo                                         | Włochy     | 1.1        | Matteo Moschetti   |            |
| 16 maj              | Tour de Hongrie, 5. etap                                   | Węgry      | 2.1        | Edward Theuns      |            |
| 16 cze              | Mistrzostwa Łotwy – jazda indywidualna na czas             | Łotwa      | CN         | Toms Skujiņš       |            |
| 20 cze              | Mistrzostwa Łotwy – start wspólny                          | Łotwa      | CN         | Toms Skujiņš       |            |
| 10 lip              | Tour de France, 14. etap                                   | Francja    | 2.UWT      | Bauke Mollema      |            |
| 22 lip              | Tour de Wallonie, 3. etap                                  | Belgia     | 2.Pro      | Quinn Simmons      |            |
| 24 lipca 2021       | Tour de Wallonie, klasyfikacja generalna                   | Belgia     | 2.Pro      | Quinn Simmons      |            |
| 11 sie              | Danmark Rundt, 2. etap                                     | Dania      | 2.Pro      | Mads Pedersen      |            |
| 21 sie              | Tour of Norway, 3. etap                                    | Norwegia   | 2.Pro      | Mads Pedersen      |            |
| 30 wrz              | Mistrzostwa Irlandii – jazda indywidualna na czas          | Irlandia   | CN         | Ryan Mullen        |            |
| 1 paź               | Giro di Sicilia, 4. etap                                   | Włochy     | 2.1        | Vincenzo Nibali    |            |
| 1 października 2021 | Giro di Sicilia, klasyfikacja generalna                    | Włochy     | 2.1        | Vincenzo Nibali    |            |
| 3 paź               | Mistrzostwa Irlandii – start wspólny                       | Irlandia   | CN         | Ryan Mullen        |            |

### 2020

#### Skład
| Skład drużyny 2020            | Skład drużyny 2020   | Skład drużyny 2020 | Skład drużyny 2020                  |
| Imię i nazwisko               | Data urodzenia       | Państwo            | Poprzednia grupa                    |
| ----------------------------- | -------------------- | ------------------ | ----------------------------------- |
| Julien Bernard                | 17 marca 1992        | Francja            | SCO Dijon (2015)                    |
| Gianluca Brambilla            | 22 sierpnia 1987     | Włochy             | Quick-Step Floors (2017)            |
| Giulio Ciccone                | 20 grudnia 1994      | Włochy             | Bardiani CSF (2018)                 |
| William Clarke                | 11 kwietnia 1985     | Australia          | EF Education First-Drapac (2018)    |
| Nicola Conci                  | 5 stycznia 1997      | Włochy             | Zalf Euromobil Désirée Fior (2017)  |
| Koen de Kort                  | 8 września 1982      | Holandia           | Giant-Alpecin (2016)                |
| Niklas Eg                     | 6 stycznia 1995      | Dania              | Virtu Cycling (2017)                |
| Kenny Elissonde               | 22 lipca 1991        | Francja            | Team Ineos (2019)                   |
| Alexander Kamp                | 14 grudnia 1993      | Dania              | Riwal Readynez (2019)               |
| Alex Kirsch                   | 12 czerwca 1992      | Luksemburg         | WB-Aqua Protect-Veranclassic (2018) |
| Emīls Liepiņš                 | 29 października 1992 | Łotwa              | Wallonie Bruxelles (2019)           |
| Juan Pedro López              | 31 lipca 1997        | Hiszpania          | Kometa (2019)                       |
| Bauke Mollema                 | 26 listopada 1986    | Holandia           | Belkin (2014)                       |
| Jacopo Mosca                  | 29 sierpnia 1993     | Włochy             | D'Amico UM Tools (2019)             |
| Matteo Moschetti              | 14 sierpnia 1996     | Włochy             | Polartec-Kometa (2018)              |
| Ryan Mullen                   | 7 sierpnia 1994      | Irlandia           | Cannondale-Drapac (2017)            |
| Antonio Nibali                | 23 września 1992     | Włochy             | Bahrain-Merida (2019)               |
| Vincenzo Nibali               | 14 listopada 1984    | Włochy             | Bahrain-Merida (2019)               |
| Mads Pedersen                 | 18 grudnia 1995      | Dania              | Stölting Service Group (2016)       |
| Richie Porte                  | 30 stycznia 1985     | Australia          | BMC Racing Team (2018)              |
| Charlie Quaterman             | 6 września 1998      | Wielka Brytania    | Holdsworth Zappi RT (2019)          |
| Kiel Reijnen                  | 1 czerwca 1986       | Stany Zjednoczone  | UnitedHealthcare (2015)             |
| Michel Ries                   | 11 marca 1998        | Luksemburg         | Kometa (2019)                       |
| Quinn Simmons                 | 8 maja 2001          | Stany Zjednoczone  | Lux-Strading p/b Specialized (2019) |
| Toms Skujiņš                  | 15 czerwca 1991      | Łotwa              | Cannondale-Drapac (2017)            |
| Jasper Stuyven                | 17 kwietnia 1992     | Belgia             | Bontrager (2013)                    |
| Edward Theuns                 | 30 kwietnia 1991     | Belgia             | Team Sunweb (2018)                  |
| Pieter Weening (5 cze–31 gru) | 5 kwietnia 1981      | Holandia           | Roompot-Charles (2019)              |
|                               |                      |                    |                                     |
| Źródło: ProCyclingStats       |                      |                    |                                     |

#### Zwycięstwa
| Zwycięstwa       | Zwycięstwa                                  | Zwycięstwa | Zwycięstwa | Zwycięstwa       | Zwycięstwa |
| Data             | Wyścig                                      | Państwo    | Kategoria  | Zwycięzca        |            |
| ---------------- | ------------------------------------------- | ---------- | ---------- | ---------------- | ---------- |
| 23 sty           | Tour Down Under, 3. etap                    | Australia  | 2.UWT      | Richie Porte     |            |
| 26 stycznia 2020 | Tour Down Under, klasyfikacja generalna     | Australia  | 2.UWT      | Richie Porte     |            |
| 30 sty           | Trofeo Alcudia-Port d'Alcudia               | Hiszpania  | 1.1        | Matteo Moschetti |            |
| 2 lut            | Trofeo Playa de Palma                       | Hiszpania  | 1.1        | Matteo Moschetti |            |
| 23 lut           | Tour des Alpes-Maritimes et du Var, 3. etap | Francja    | 2.1        | Julien Bernard   |            |
| 29 lut           | Omloop Het Nieuwsblad                       | Belgia     | 1.UWT      | Jasper Stuyven   |            |
| 6 sie            | Tour de Pologne, 2. etap                    | Polska     | 2.UWT      | Mads Pedersen    |            |
| 1 paź            | Benelux Tour, 3. etap                       | Belgia     | 2.UWT      | Mads Pedersen    |            |
| 11 paź           | Gandawa-Wevelgem                            | Belgia     | 1.UWT      | Mads Pedersen    |            |

## Ważniejsze sukcesy

### 2011
- Mistrz Luksemburga w wyścigu ze startu wspólnego: Fränk Schleck
- Mistrz Niemiec w wyścigu ze startu wspólnego: Robert Wagner
- Mistrz Szwajcarii w wyścigu ze startu wspólnego: Fabian Cancellara
- 1. miejsce, 7. etap (ITT) Tirreno-Adriático: Fabian Cancellara
- 1. miejsce, 1. etap (ITT) Tour de Suisse: Fabian Cancellara
- 1. miejsce, 9. etap (ITT) Tour de Suisse: Fabian Cancellara
- 1. miejsce, klasyfikacja górska Tour de Suisse: Andy Schleck
- 1. miejsce, 18. etap Tour de France: Andy Schleck
- 1. miejsce, 1. etap (TTT) Vuelta a España
- 1. miejsce, 20. etap Vuelta a España: Daniele Bennati
- 1. miejsce, Giro di Lombardia: Oliver Zaugg
- 2. miejsce, Mediolan-San Remo: Fabian Cancellara
- 2. miejsce, Gandawa-Wevelgem: Daniele Bennati
- 2. miejsce, Paryż-Roubaix: Fabian Cancellara
- 2. miejsce, Liège-Bastogne-Liège: Fränk Schleck
- 2. miejsce, klasyfikacja generalna Tour de France: Andy Schleck
- 3. miejsce, Ronde van Vlaanderen: Fabian Cancellara
- 3. miejsce, Liège-Bastogne-Liège: Andy Schleck
- 3. miejsce, klasyfikacja generalna Tour de France: Fränk Schleck
- 4. miejsce, klasyfikacja generalna Tour de Suisse: Jakob Fuglsang
- 7. miejsce, klasyfikacja generalna Tour de Suisse: Fränk Schleck
- 10. miejsce, klasyfikacja generalna Paryż-Nicea: Maxime Monfort
- 10. miejsce, klasyfikacja generalna Tour de Suisse: Maxime Monfort
- 10. miejsce, klasyfikacja generalna Eneco Tour: Linus Gerdemann
- 10. miejsce, klasyfikacja generalna Vuelta a España: Jacob Fuglsang